# De Man van de Knakworst

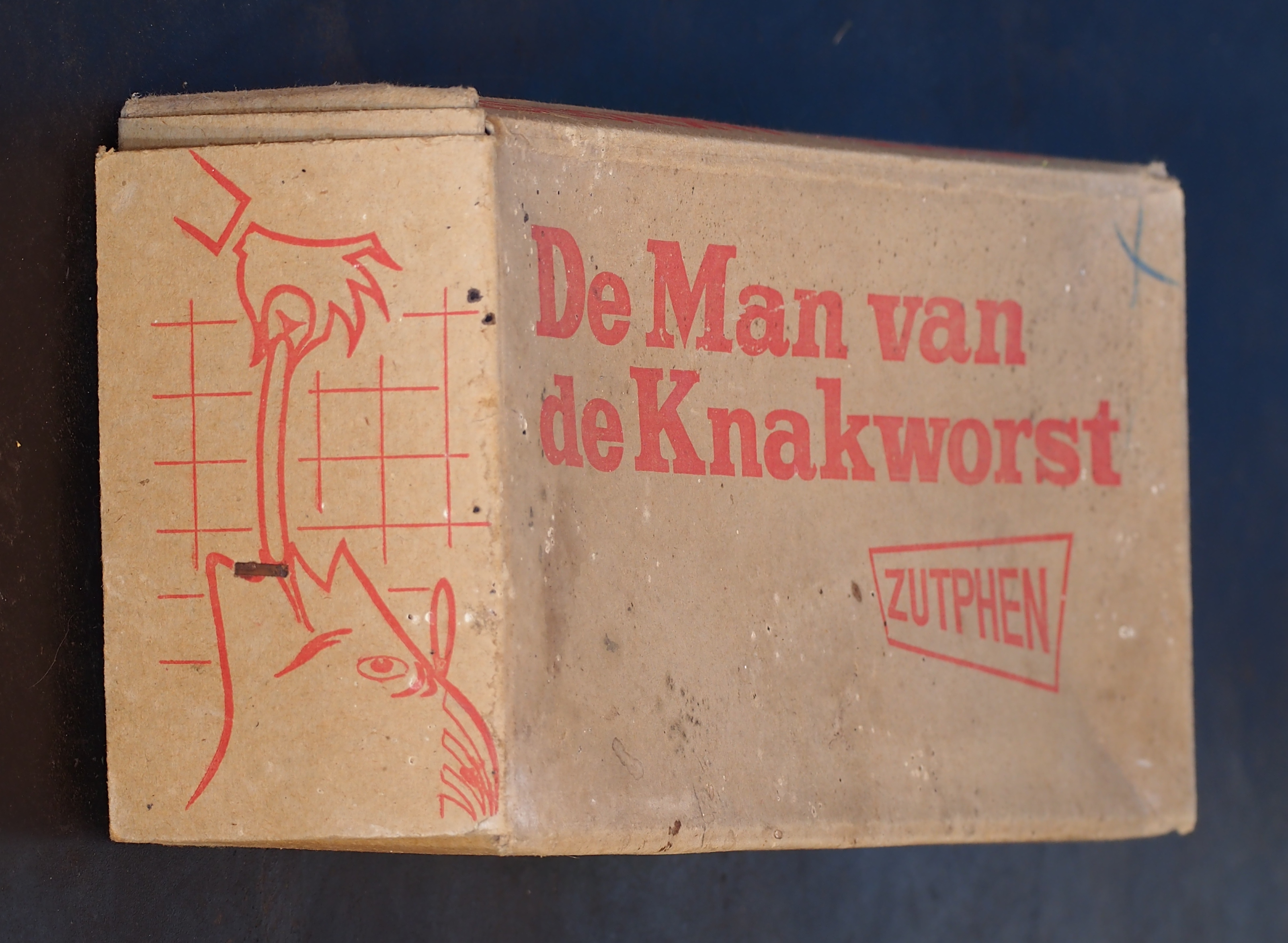
Kartonnen doos met knakworsten

De Man van de Knakworst was een groothandel in benodigdheden voor snackbars en cafetaria's in Zutphen. Hun belangrijkste product was een knakworst, die in de jaren zestig grote faam genoot. Het waren lange, dunne Gelderse rookworsten in een schapendarm die, als ze warm waren gemaakt, uit de hand gegeten konden worden. De reclameborden, die bij veel snackbars te zien waren, toonden een man met een petje, die met tuitende lippen een knakworstje at.

## Geschiedenis
De bedenker van de knakworst was de kruidenier J. Westerweel uit Zutphen die rond 1947 het recept bedacht
en de worst liet produceren door vleeswarenfabrikant Anton Hunink in Deventer. Zijn afnemers waren plaatselijke horecabedrijven. Omdat hij geen opvolger had verkocht hij zijn zaak in 1953 aan J.J. Dekker die de zaak verder opbouwde tot een groothandel in grondstoffen en levensmiddelen voor snackbars en cafetaria's. Het bedrijf verhuisde naar een pand aan de Vaaltstraat, vervolgens naar de Kuiperstraat en ten slotte naar de Pollaan in het industriegebied De Mars. In 1980 werd het bedrijf opgedoekt.